# 巴昆廷船
巴昆廷船（Barquentine、Barkentine），或稱斯庫納巴克船（Schooner barque），是有三根以上桅杆的帆船，其前桅是横帆，其他桅挂纵帆。

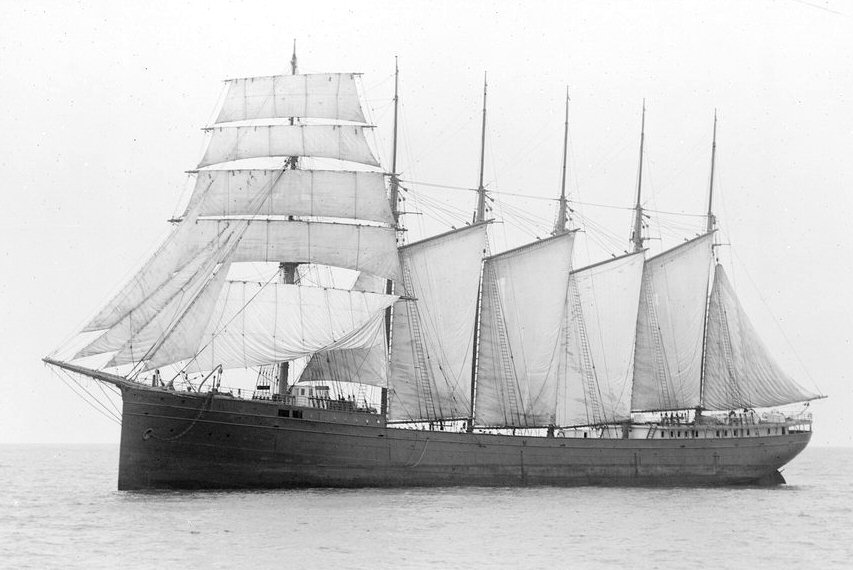
六桅的巴昆廷船。

## 帆装特征

巴昆廷船帆装

巴昆廷船有三根以上的桅，最主要的特征是只有最前桅挂横帆，其他所有桅杆都挂纵帆。
与之相比，一般称为巴克船的帆装是最后一根桅杆上挂纵帆，其他所有桅杆均为横帆，全帆装船则所有桅杆均挂横帆。
相对横帆较多的巴克船和全帆装船，巴昆廷船的优点是操作所需人受较少，抢风航行能力更佳，货运空间尚可，在19世纪末期是比较流行的一种货运船帆装。
现代的巴昆廷船更多的用于训练船，其纵帆利于操作，而前桅的横帆则提升了远航续航能力。

## 名称由来
巴昆廷的英文Barquentine是17世纪出现的词。来源是Barque（巴克船）與Brigantine（布里根廷船），Brigantine指前桅横帆后桅纵帆的两桅帆船。

## 历史上及现存的巴昆廷船

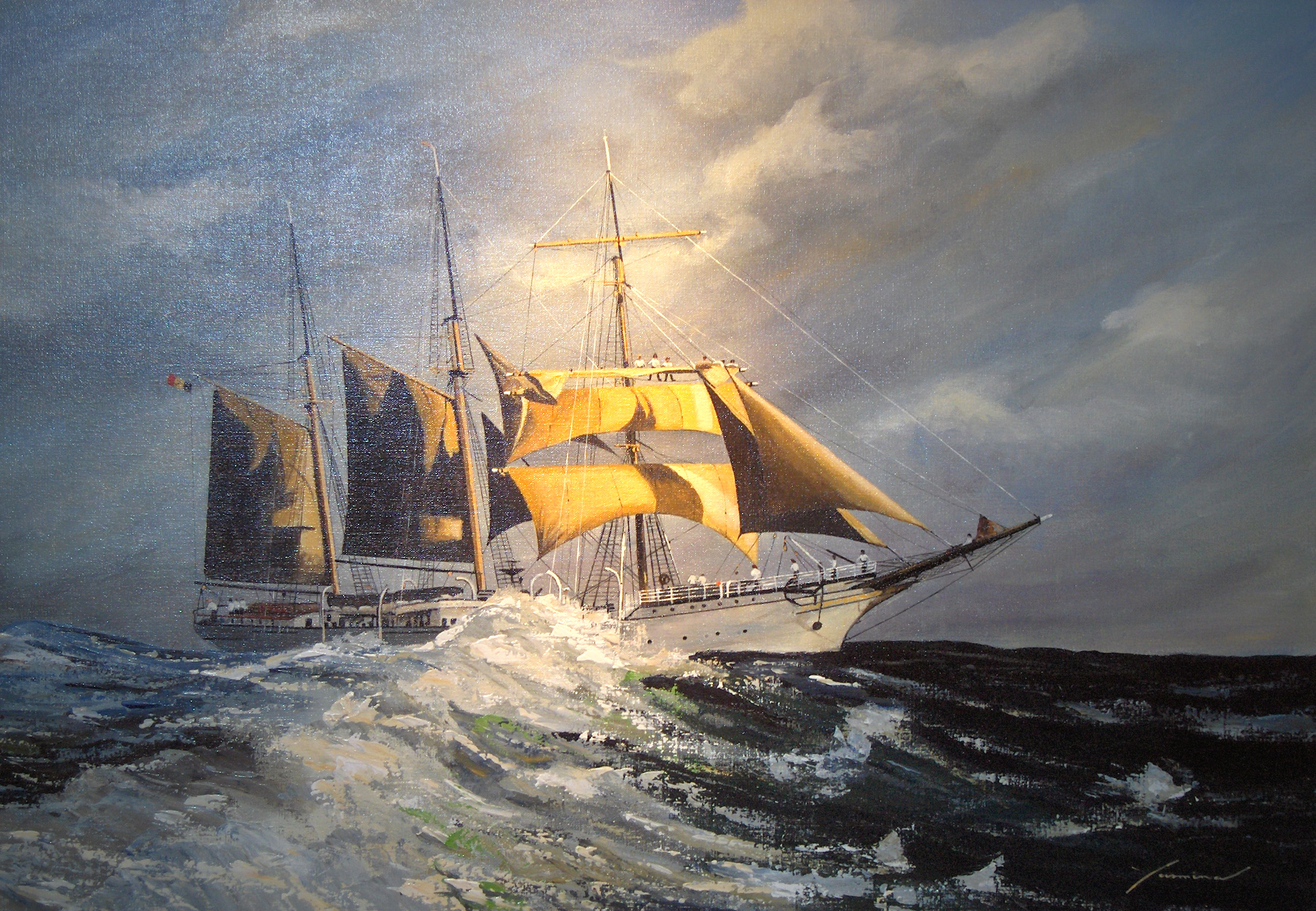
描绘麦卡托号的绘画作品

- 爱斯梅拉达号（Esmeralda BE-43），智利海军的一艘四桅帆船，1953年5月12日下水。是现存帆船中第二长第二高的。历史上曾作为监狱船。[4]
- 和谐号（Concordia），1992年制作于波兰的加拿大籍训练船，2010年2月17日倾覆沉没于巴西海岸。[5]
- 和平制造者号（Peacemaker），1989年下水，美国制造的训练船。[6]
- 麦卡托号（Mercator），由比利时极地探索家杰拉许设计，1932年建于苏格兰，二战期间为皇家海军征召，1961年开始作为水上博物馆，先后停泊在安特卫普及奥斯滕德